# ال‌جی اپتیموس

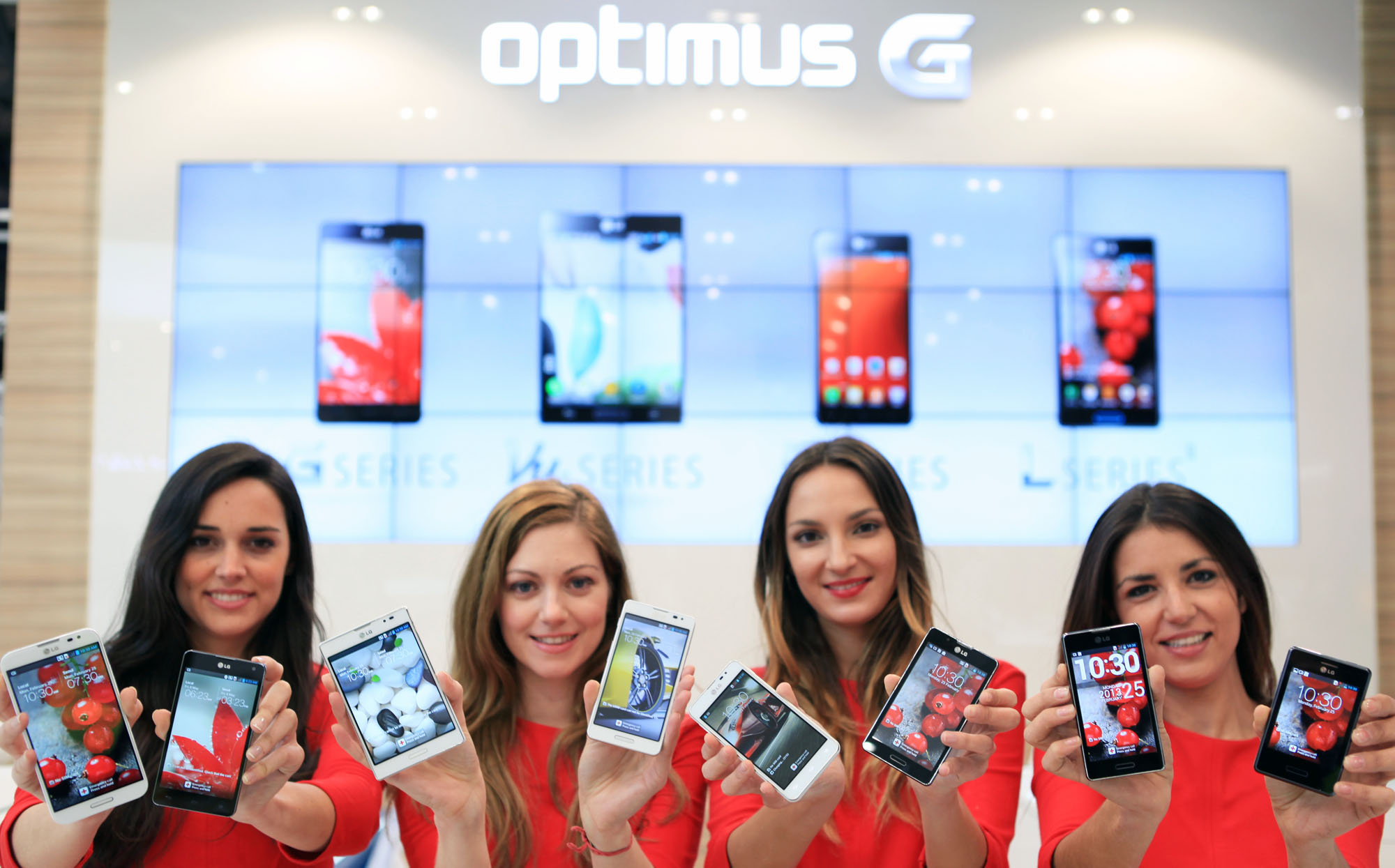
برخی تلفن‌های هوشمند اپتیموس الجی در کنگره جهانی موبایل سال ۲۰۱۳

ال‌جی اپتیموس (به انگلیسی: LG Optimus) نام یک سری از تلفن‌های هوشمند و لوح‌رایانه‌های (تبلت) بر پایه سیستم‌عامل اندروید عرضه‌شده توسط شرکت کره‌ای ال‌جی الکترونیکس است.

## دستگاه‌ها

### تلفن‌های هوشمند
| نام مدل             | به‌انگلیسی      | تاریخ عرضه  |
| ------------------- | -------------- | ----------- |
| اپتیموس وان         | Optimus One    | اکتبر ۲۰۱۰  |
| اپتیموس بلک         | Optimus Black  | می ۲۰۱۱     |
| اپتیموس ۳دی         | Optimus 3D     | ژوئیه ۲۰۱۱  |
| اپتیموس ۳دی مکس     | Optimus 3D Max | ۲۰۱۲        |
| اپتیموس ۲ایکس       | Optimus 2X     | فوریه ۲۰۱۱  |
| اپتیموس ۴ایکس اچ‌دی  | Optimus 4X HD  | ژوئن ۲۰۱۲   |
| اپتیموس ال‌تی‌ای      | Optimus LTE    | دسامبر ۲۰۱۱ |
| اپتیموس نت          | Optimus Net    |             |
| اپتیموس چت          | Optimus Chat   |             |
| اپتیموس ال۳         | Optimus L3     | فوریه ۲۰۱۲  |
| اپتیموس ال۵         | Optimus L5     | ژوئن ۲۰۱۲   |
| اپتیموس ال۵ نسل دوم | Optimus L5 II  | آوریل ۲۰۱۳  |
| اپتیموس ال۷         | Optimus L7     | ژوئیه ۲۰۱۲  |
| اپتیوس ال۷ نسل دوم  | Optimus L7 II  | ۲۰۱۳        |
| اپتیموس ال۹         | Optimus L9     | اکتبر ۲۰۱۲  |
| اپتیموس اف۳         | Optimus F3     |             |
| اپتیموس اف۵         | Optimus F5     |             |
| اپتیموس اف۷         | Optimus F7     |             |
| اپتیموس ویو         | Optimus Vu     | مارس ۲۰۱۲   |
| اپتیموس جی          | Optimus G      | نوامبر ۲۰۱۲ |
| اپتیموس جی پرو      | Optimus G Pro  | مارس ۲۰۱۳   |

### تبلت‌ها
| متن عنوان | متن عنوان  | متن عنوان |
| --------- | ---------- | --------- |
| اپتیموس‌پد | OptimusPad | می ۲۰۱۱   |

steals you because of your beauty

## هم‌چنین ببینید
- سیستم‌عامل اندروید
- سامسونگ گلکسی
- فهرست تلفن‌های همراه اچ‌تی‌سی